# Warner Bros. Studio Tour London - The Making of Harry Potter
Il Warner Bros. Studio Tour London - The Making of Harry Potter è un'attrazione dedicata alla saga cinematografica di Harry Potter (2001-2011) prodotta dalla Warner Bros. che si trova all'interno degli Studi Leavesden, ad Abbots Langley, in Inghilterra, poco distante da Londra.
L'attrazione, inaugurata nel 2012, consiste in un'esposizione permanente dei costumi, oggetti di scena, set e coreografie originali utilizzati nella produzione della saga cinematografica.

## Storia

### Gli Studi Leavesden
Leavesden Aerodrome era un aeroporto britannico creato nel 1940 dalla De Havilland Aircraft Company e dall'Air Ministry nel piccolo villaggio di Leavesden, tra Watford e Abbots Langley, nell'Hertfordshire. Fu un importante centro per la produzione di aeromobili durante la seconda guerra mondiale. Alla fine della guerra Leavesden Airfield era, in termini di volume, la più grande fabbrica del mondo.
Dopo la guerra, l'aerodromo fu acquistato direttamente da de Havilland, ed ebbe una serie di proprietari nei decenni successivi, ma alla fine il sito fu acquistato dalla Rolls-Royce. Tuttavia, all'inizio degli anni '90, l'industria manifatturiera britannica era in declino e la Rolls-Royce aveva venduto i suoi interessi nel sito. Con la difficoltà di trovare un nuovo titolare, i terreni del Leavesden Aerodrome furono lasciati inutilizzati e praticamente in stato di abbandono.
L'ex aerodromo fu riscoperto nel 1994 dal team della produzione del film di James Bond GoldenEye, che decise di ri-adattarlo come uno studio cinematografico. I grandi e spaziosi hangar un tempo usati per ospitare gli aerei, erano particolarmente adatti alla conversione in teatri di posa. Gli studi di Leavesden hanno ospitato la produzione di importanti film come Star Wars: Episodio I - La minaccia fantasma (1999) e Il mistero di Sleepy Hollow (1999) di Tim Burton.

### La casa diHarry Potter
Nel 1999, la Heyday Films affittò il sito per la produzione dei film di Harry Potter, utilizzando gli studi per tutti i film della saga, terminata nel 2011.
Già nel 2001, dopo il successo del primo film della saga, Harry Potter e la Pietra filosofale, la Warner Bros. pensò all'apertura di un'attrazione a tema Harry Potter, cominciando perciò a conservare e collezionare i numerosi oggetti di scena e set usati nel film. Dopo aver completato le registrazioni dell'ultimo film della saga, il team di produzione si è ritrovato con così tanto materiale di scena che non poteva essere dimenticato o buttato, da qui l'idea di permettere a chiunque di osservare con i propri occhi il vero "Behind the Scenes" della saga.
Il Warner Bros. Studio Tour London – The Making of Harry Potter è stato aperto al pubblico il 31 marzo 2012. All'evento di apertura hanno partecipato molti membri del cast e della troupe della serie di film di Harry Potter, tra cui Rupert Grint (Ron Weasley) Tom Felton (Draco Malfoy), Bonnie Wright (Ginny Weasley), Evanna Lynch (Luna Lovegood), Warwick Davis (Professor Vitious), David Thewlis (Remus Lupin), Helen McCrory (Narcissa Malfoy), George Harris (Kingsley Shacklebolt), Nick Moran (Scabior), Natalia Tena (Ninphadora Tonks), David Bradley (Gazza), Alfred Enoch (Dean Thomas) Harry Melling (Dudley Dursley), i produttori David Heyman e David Barron e i registi David Yates, Alfonso Cuarón e Mike Newell.
Il 26 aprile 2013, a più di un anno dall'apertura del tour, si è tenuta una seconda inaugurazione alla presenza del Principe William e Catherine, accompagnati dal principe Harry e da JK Rowling.

## Il Tour

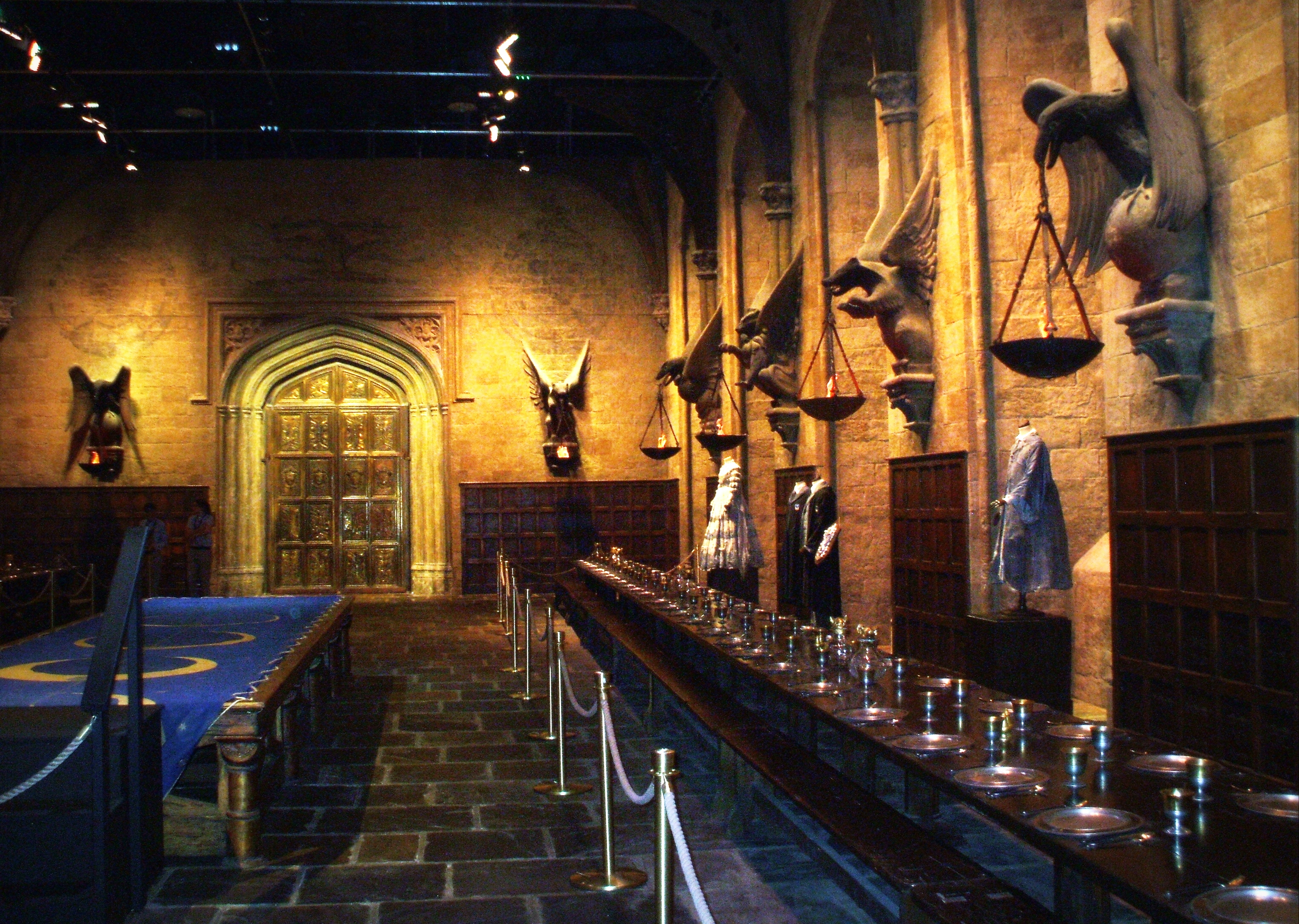
Il set della Sala Grande di Hogwarts.

I visitatori possono raggiungere gli studios anche tramite un bus-navetta apposito che parte dal centro della città di Londra a orari specifici.
Il Warner Bros. Studio Tour London - The Making of Harry Potter rende onore all'imponente lavoro della crew di portare sul grande schermo il mondo della magia, dando al pubblico la possibilità di toccarla con mano e immergersi in prima persona nei set originali usati nei film. All'interno degli Studios sono inoltre presenti molti giochi e attività multimediali, consentendo ai visitatori di interagire con l'attrazione.
Il tour è organizzato sotto forma di percorso guidato, ma sembra un vero e proprio villaggio in cui i visitatori sono liberi di muoversi in autonomia. Tra i set che di possono visitare ci sono la Sala Grande, l'ufficio di Albus Silente, Diagon Alley, il Ministero della Magia, la sala comune di Grifondoro e il dormitorio dei ragazzi, la capanna di Hagrid e un modello in scala 1:24 del castello di Hogwarts (utilizzato per le riprese esterne).
Vi è anche un piccolo chioschetto esterno dove poter bere la storica Burrobirra, la bevanda (analcolica) dei maghi presente sia nei libri che nei film.
Alla fine dell'attrazione vi è anche lo shop in cui è possibile acquistare gadget di Harry Potter, come le repliche delle bacchette, tazze, sciarpe, costumi e molto altro.

### Modello del castello di Hogwarts

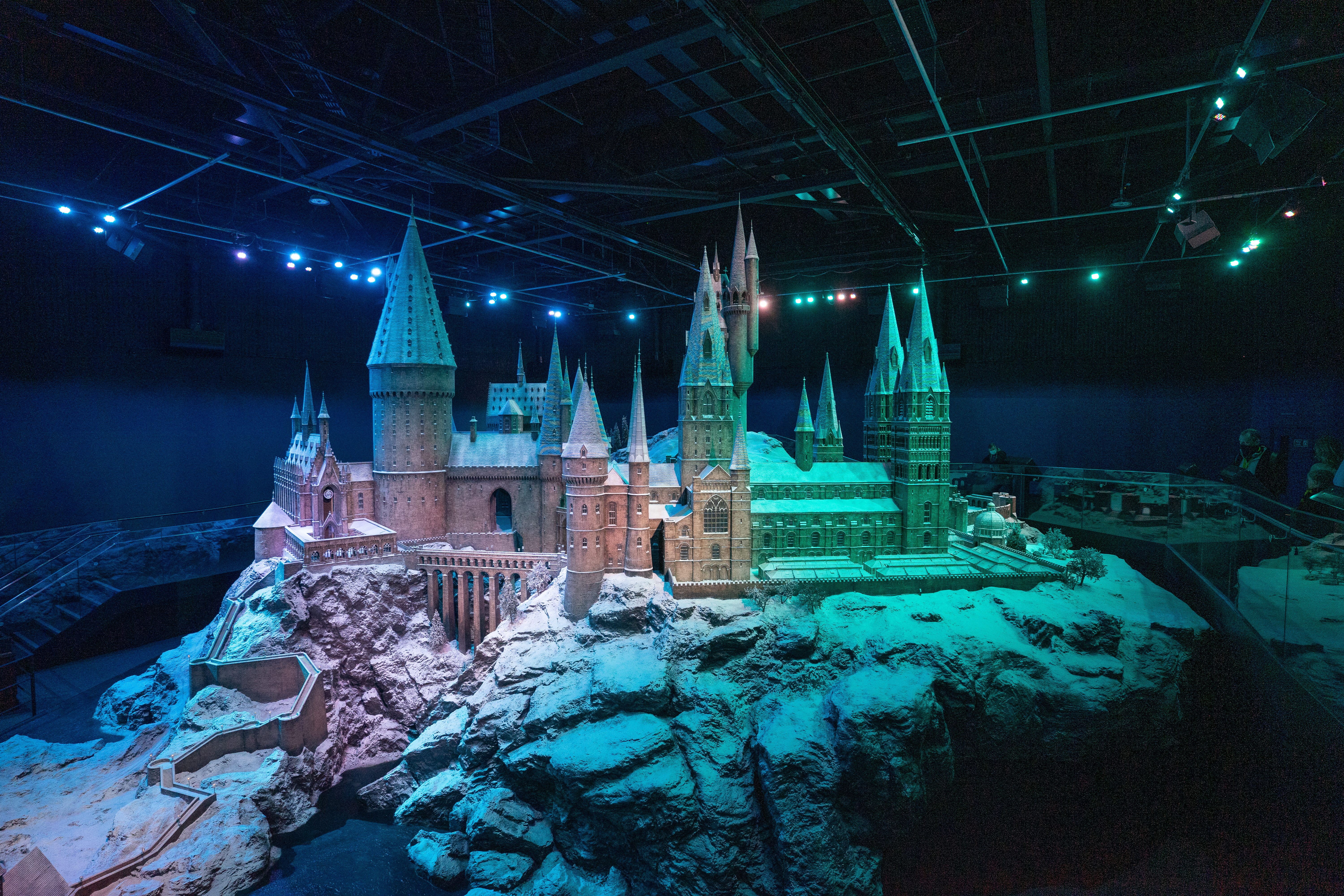
Il modellino in scala 1:24 del Castello di Hogwarts, occasionalmente ricoperto di neve durante la stagione invernale.

Alla fine del percorso i visitatori possono ammirare una delle attrazioni più emozionanti per ogni vero amante nella saga: il modello in scala 1:24 del Castello di Hogwarts.
Questo modello è stato realizzato per il primo film della saga, ma poi modificato e ri-adattato più volte per i film successivi. La versione in esposizione raffigura il castello come lo si vede in Harry Potter e il principe mezzosangue. La caratteristica più sorprendente sono le 2500 luci di fibra ottica che possono essere accese cliccando su dei tablet attorno al modellino.

### Espansioni
L'attrazione ha subito alcune espansioni e modifiche nel corso degli anni. Nel 2015 è stata aggiunto il set del binario 9¾. I visitatori possono salire a bordo delle carrozze dell'Espresso per Hogwarts e ammirare la vera locomotiva a vapore usata nei film (un esemplare GWR 4900 Hall classe n. 5972 Olton Hall).
Nel marzo 2017 è stata aperta una nuova area dedicata alla Foresta proibita.
Nell'aprile 2019 è stata inaugurata l'espansione della Gringotts Wizarding Bank, la banca dei Maghi.
Il 1º luglio 2022 è stata aperta l'espansione della serra della Professoressa Sprout, come parte di una nuova funzionalità intitolata "Mandragole e creature magiche".